# Sugartime
「Sugartime」（シュガータイム）は、佐野元春の7作目のシングル。1982年4月21日にEPIC・ソニー（現：エピックレコードジャパン）からリリースされた。

## 概要
「Sugartime」は、3枚目のアルバム『SOMEDAY』の先行シングルで、シングルバージョンとして収録されている。
カップリング曲の「WONDERLAND (WALKMANのテーマ)」は、全編英語詞となっており、SONY『WALKMAN』のCMソングとして制作された。当時まだ無名だった佐野のもとにタイアップの話がきた時のことを、伊藤銀次は「本当に嬉しかった」と語っており「今思えば、これはその後の『NIAGARA TRIANGLE Vol.2』や、NHK-FMの『サウンドストリート』のDJ担当に比べると地味だけれど、彼のブレイクへの小さな第一歩だったに違いないと思う」と振り返っている。2002年に発売された『SOMEDAY Collector's Edition』に、モノラルミックスバージョンが収録されたと同時に、初のCD化となった。

## 収録曲
- 全作詞・作曲・編曲：佐野元春

1. Sugartime
2. WONDERLAND (WALKMANのテーマ)
  - SONY『WALKMAN』CMソング